# Perigonia
Perigonia là một chi bướm đêm thuộc họ Sphingidae.

## Các loài
- Perigonia caryae - Cadiou & Rawlins 1998
- Perigonia divisa - Grote 1865
- Perigonia glaucescens - Walker 1856
- Perigonia grisea - Rothschild & Jordan 1903
- Perigonia ilus - Boisduval 1870
- Perigonia jamaicensis - Rothschild 1894
- Perigonia lefebvraei - (Lucas 1857)
- Perigonia leucopus - Rothschild & Jordan 1910
- Perigonia lusca - (Fabricius 1777)
- Perigonia manni - Clark 1935
- Perigonia pallida - Rothschild & Jordan 1903
- Perigonia passerina - Boisduval 1875
- Perigonia pittieri - Lichy 1962
- Perigonia stulta - Herrich-Schaffer 1854
- Perigonia thayeri - Clark 1928

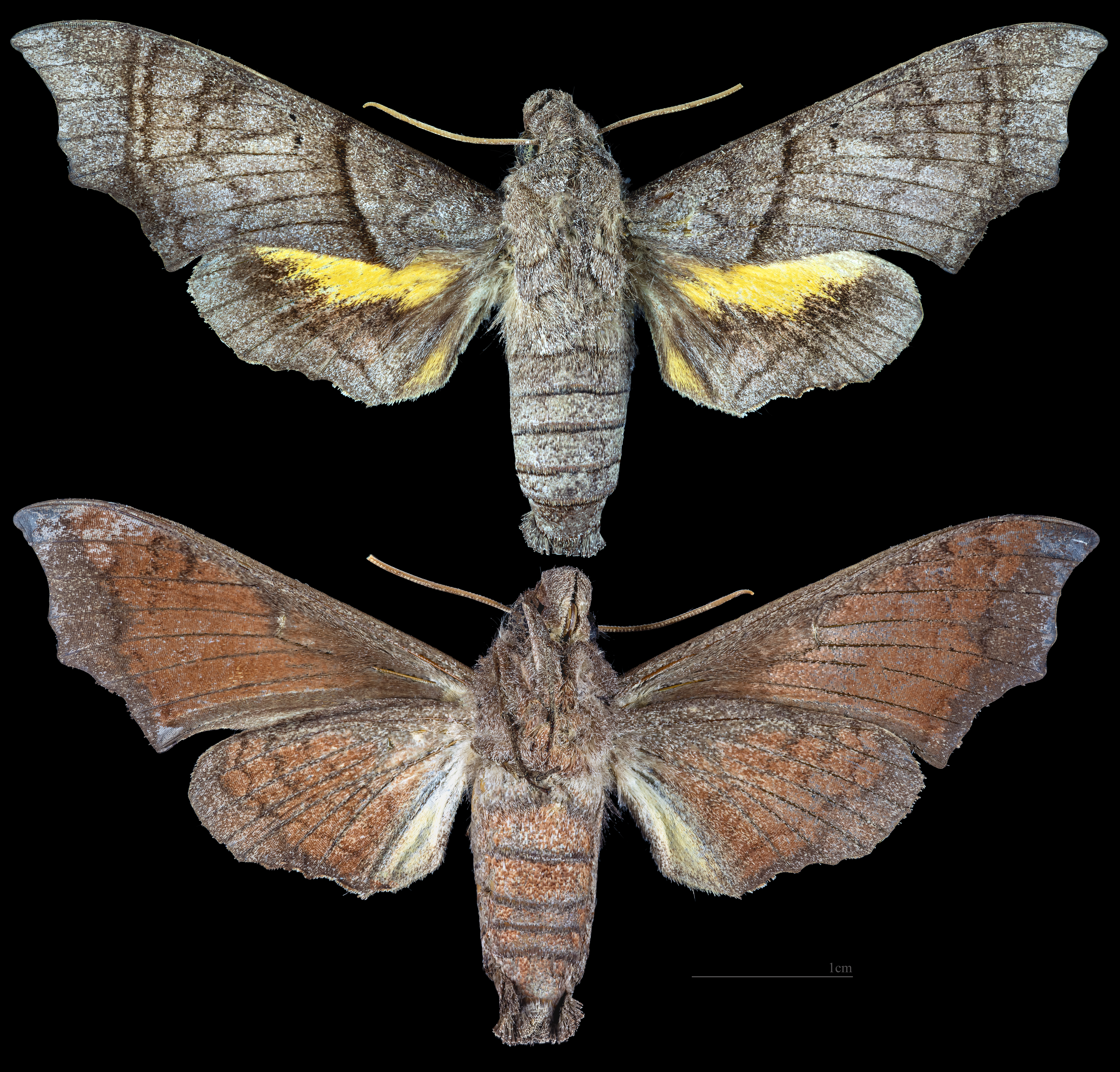
Perigonia grisea
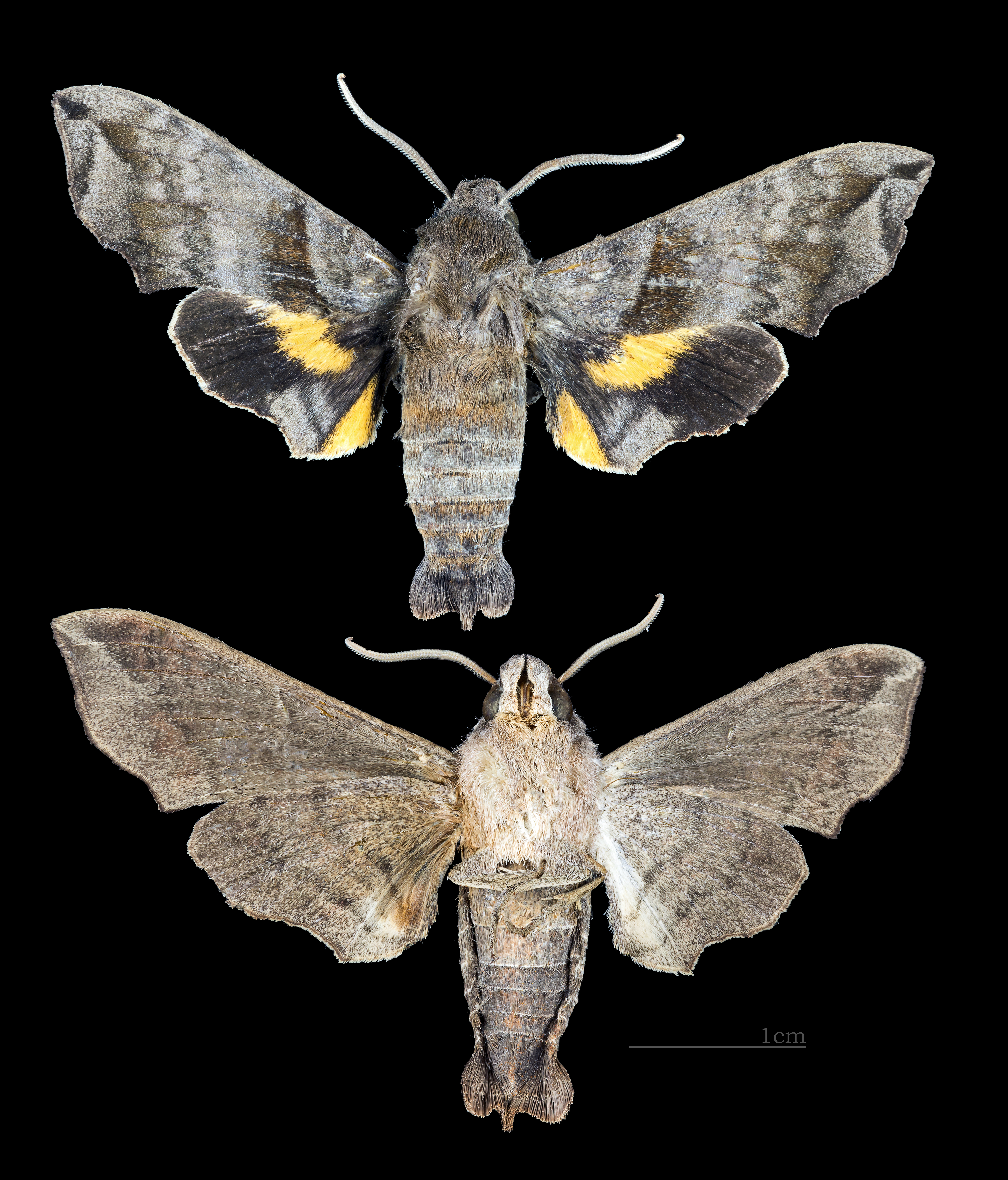
Perigonia ilus
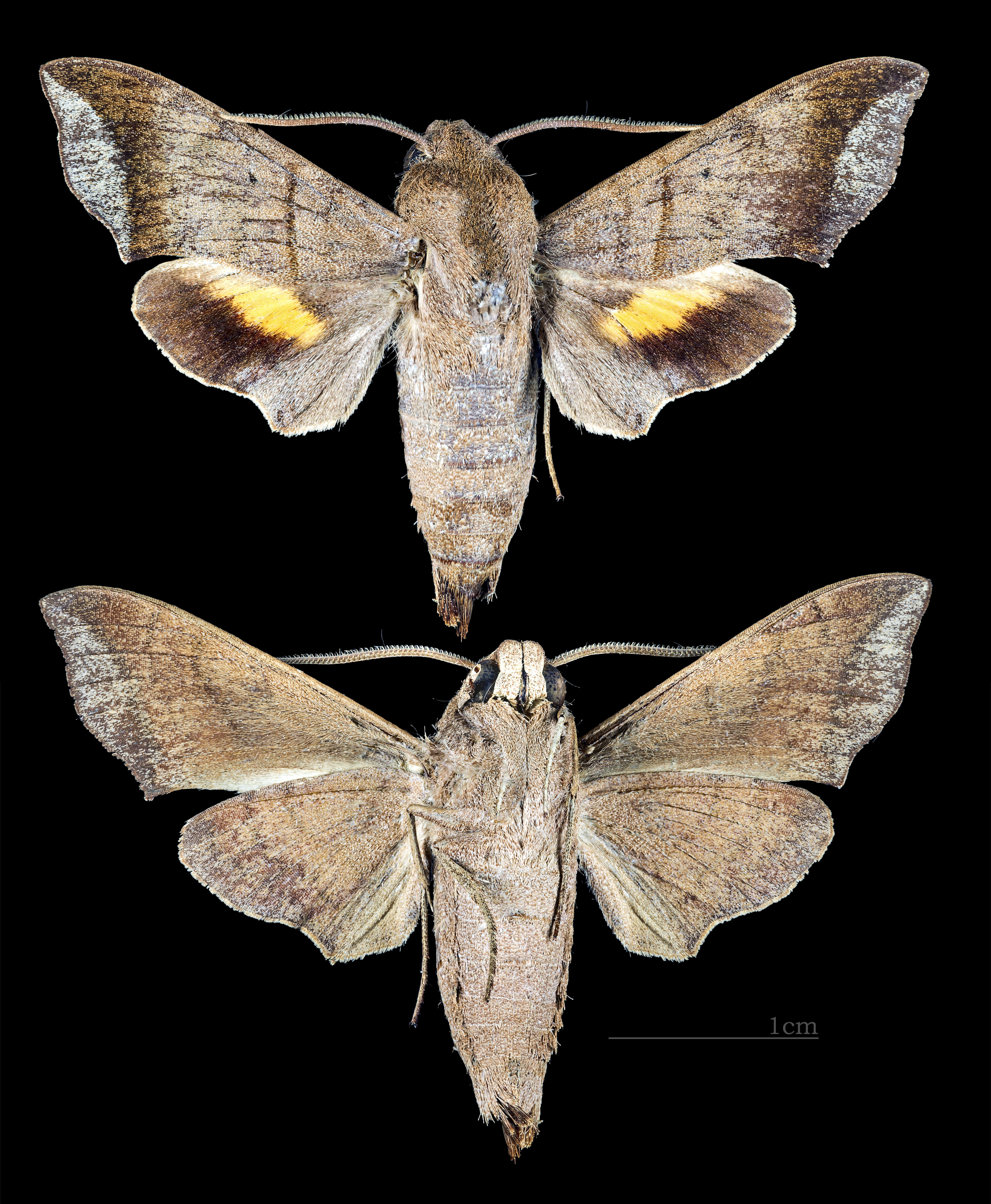
Perigonia lefebvraei
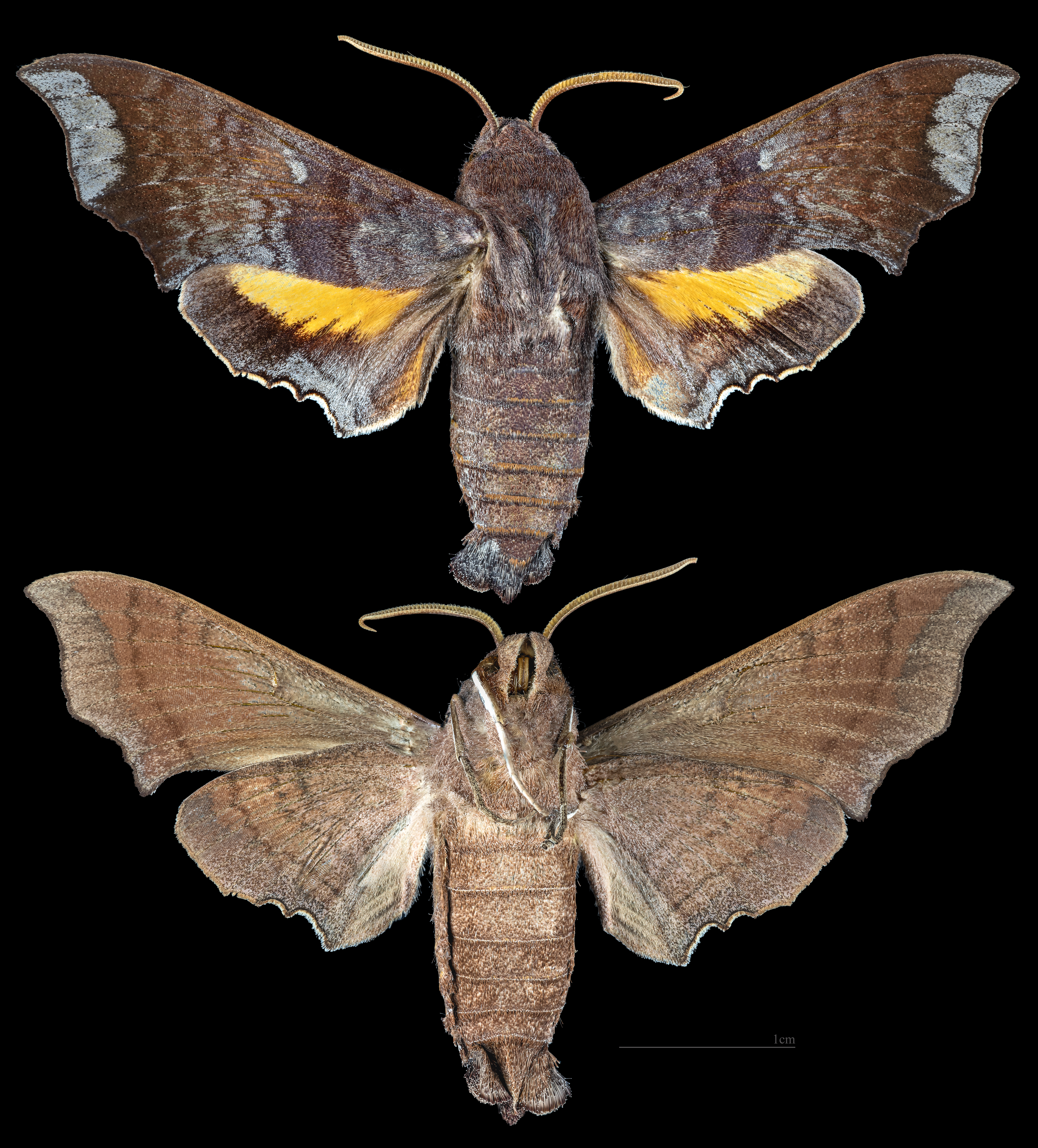
Perigonia leucopus
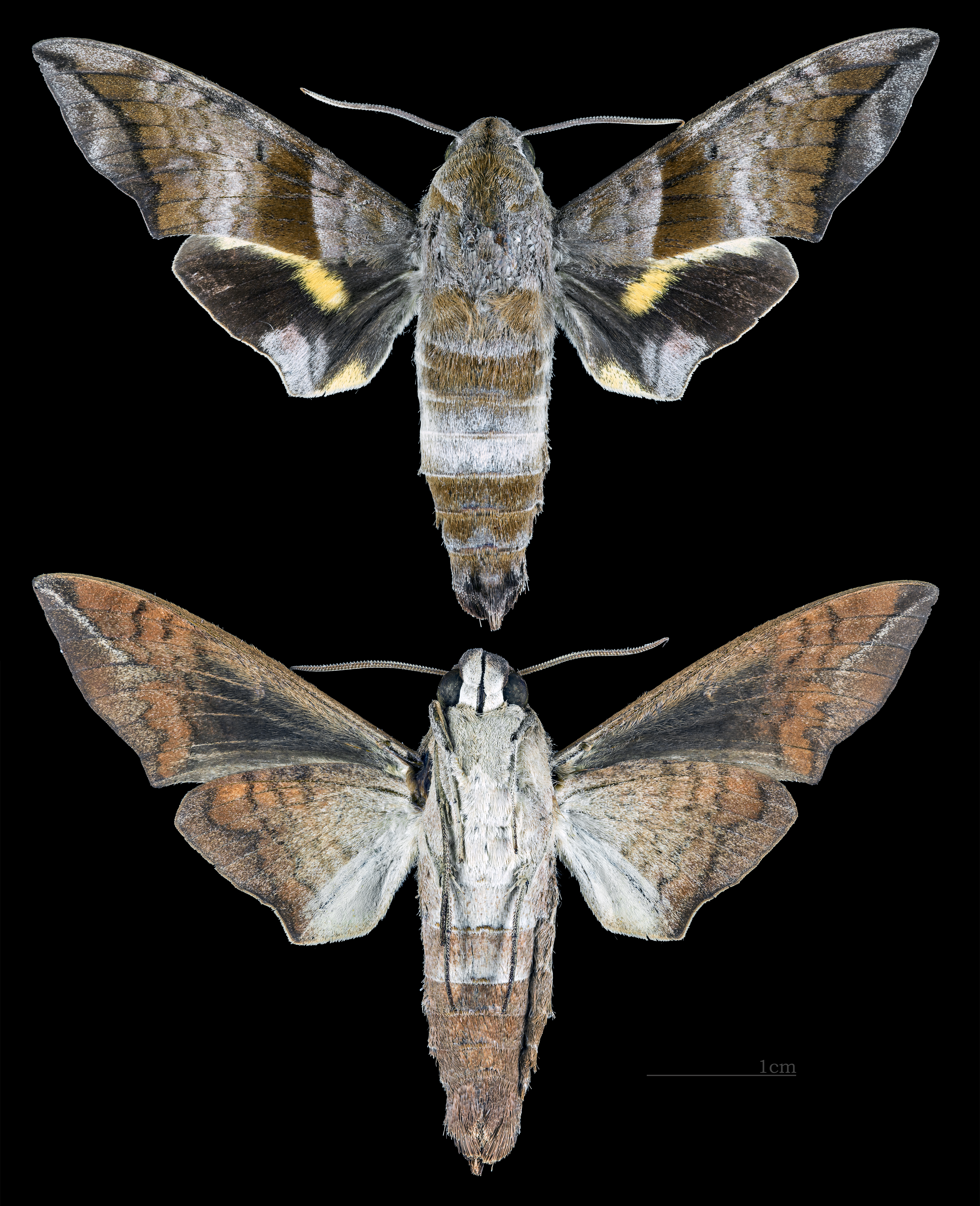
Perigonia lusca
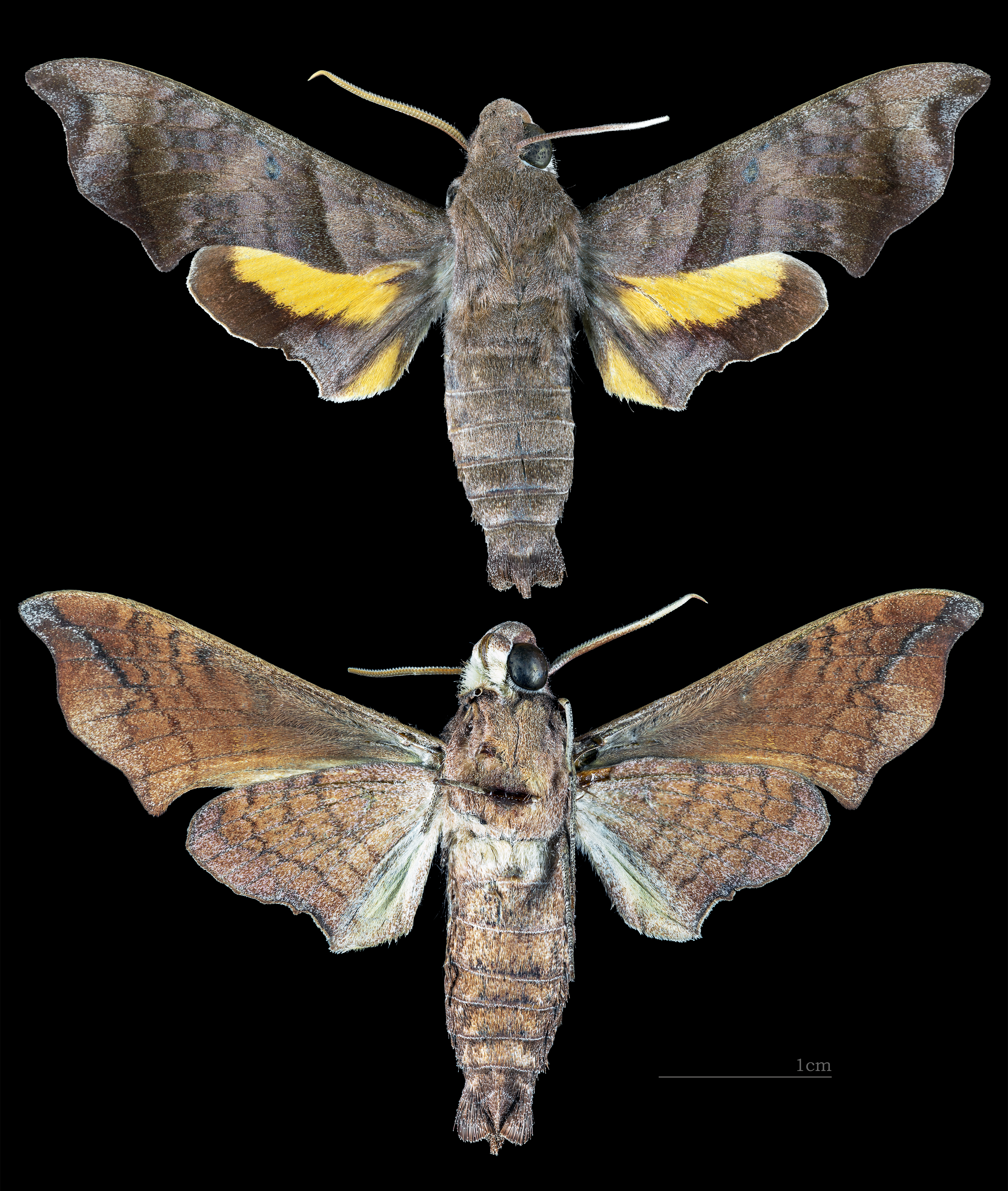
Perigonia pallida
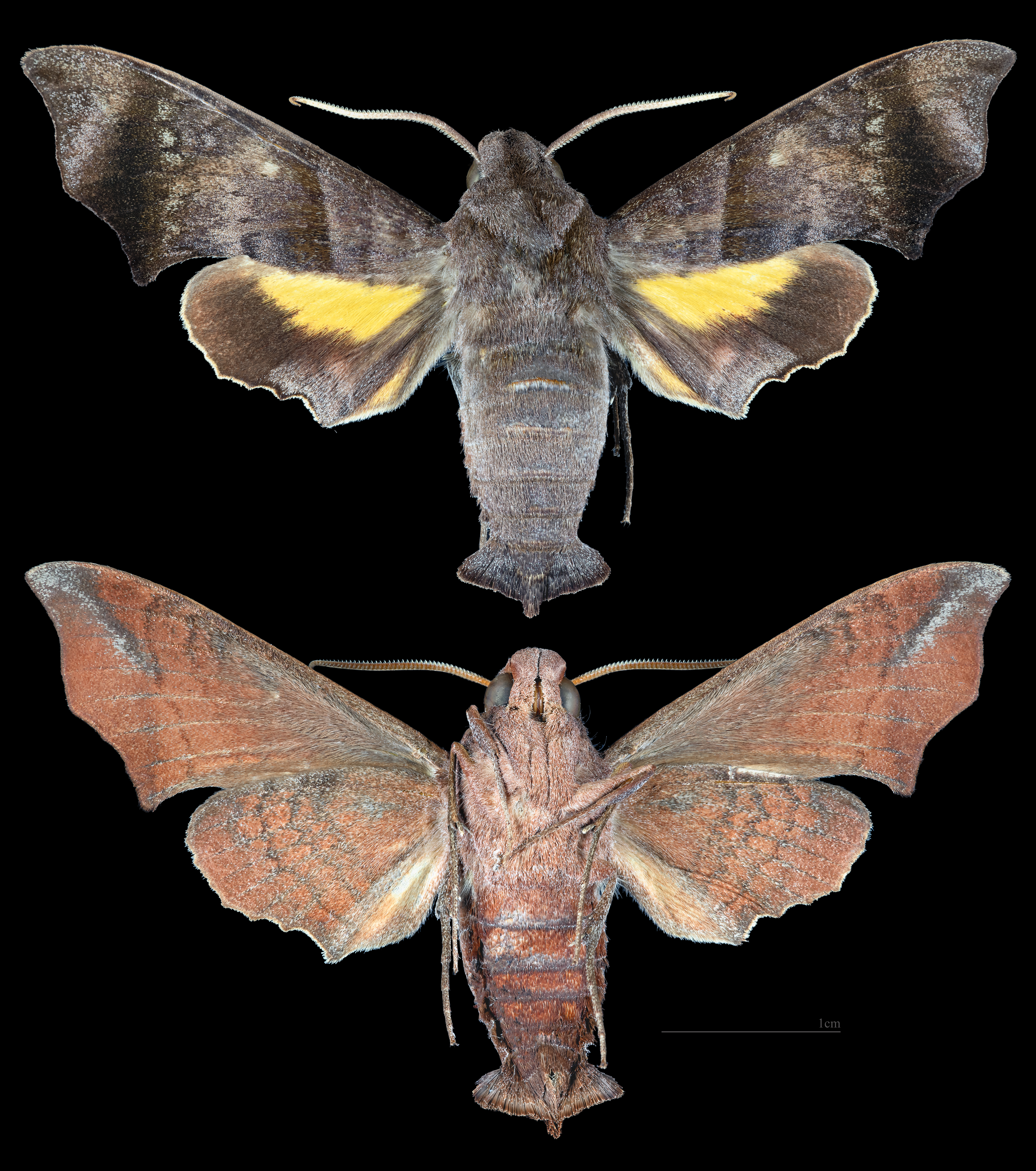
Perigonia stulta